# Viviana Bonilla
Viviana Patricia Bonilla Salcedo (Guayaquil, 3 de octubre de 1983) es una abogada y política ecuatoriana.

## Biografía
Estudió en la Universidad Católica de Santiago de Guayaquil donde se graduó como abogada y donde también realizó una maestría en Administración Pública. En esta etapa forma parte del movimiento estudiantil Verum, que gana las elecciones y con el que se convierte en vicepresidenta de la Asociación de Estudiantes de la Facultad de Derecho.
En 2006 inicia su acercamiento al movimiento que llevará a Rafael Correa a la presidencia del país. En forma paralela comienza a trabajar en la función pública: primero en el Servicio de Rentas Internas (SRI), como asesora jurídica, luego en el Ministerio del Litoral hasta 2009, como asesora legal.
En 2009 concurrió a las elecciones por el partido Alianza PAIS logrando un escaño en la Asamblea Nacional por la provincia del Guayas. En ese periodo formó parte de la Comisión de lo Económico y Tributario y de Fiscalización impulsando el proyecto de Ley de Regulación y Control de Poder de Mercado. Dejó su escaño en 2012.
El 23 de abril de 2012 es posesionada como gobernadora del Guayas en reemplazo de Roberto Cuero, convirtiéndose en la segunda mujer en ocupar este cargo -la primera fue Juana Vallejo-. Asumió esta responsabilidad hasta el 21 de noviembre de 2013 fecha en la que renunció para ser candidata a la alcaldía de Guayaquil en el 2014, siendo sucedida por Rolando Panchana.
En las elecciones seccionales de febrero de 2014 perdió ante Jaime Nebot, el ganador obtuvo cerca del 59% de los sufragios, mientras que ella llegó al 39%. Bonilla defendió en su programa el desarrollo barrial, la potenciación de una "ciudad verde" además de crear un nuevo sistema de transporte para Guayaquil.
En marzo de 2014 fue nombrada por el presidente Correa Secretaria Nacional de Gestión de la Política con la responsabilidad de fortalecer la descentralización y la articulación de todos los niveles de administración y tender puentes de diálogo con la ciudadanía. En enero de 2016 renunció al cargo tras un permiso de maternidad iniciado en septiembre de 2015.
En junio de 2017 se posicionó en contra de una ley de aborto señalando que en caso de plantearse haría campaña en contra.

### Vicepresidencia de la Asamblea
Ganó de nuevo una curul de Asambleísta Nacional y el 14 de mayo de 2017 en la posesión de la nueva asamblea para el periodo 2017-2021, el pleno la designó para ocupar el cargo de Primera Vicepresidenta en la Asamblea Nacional del Ecuador. Obtuvo 74 de los 137 votos posibles. Hubo 33 votos en contra y 30 abstenciones.
En marzo de 2018, anuncia su separación de Alianza PAIS.
El 24 de septiembre de 2020, Viviana Bonilla es despojada de su curul, después de ser notificada su sentencia por corrupción en el denominado Caso Sobornos 2012-2016.